# Molophilus irregularis
Molophilus irregularis är en tvåvingeart som beskrevs av Alexander 1923. Molophilus irregularis ingår i släktet Molophilus och familjen småharkrankar. Inga underarter finns listade i Catalogue of Life.